# Piper napo-pastazanum
Piper napo-pastazanum är en pepparväxtart som beskrevs av Trel. & Yunck.. Piper napo-pastazanum ingår i släktet Piper och familjen pepparväxter. Inga underarter finns listade i Catalogue of Life.